# تشارلز باردين

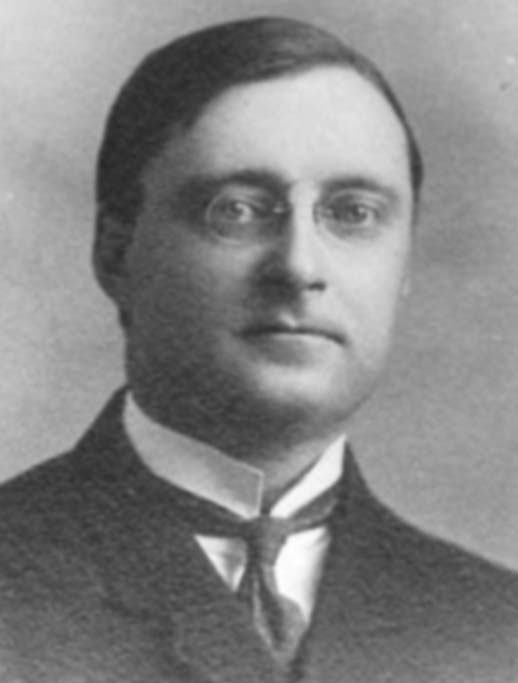
تشارلز باردين

تشارلز باردين (Charles R. Bardeen) عالم أمريكي مختص في علم التشريح. ولد عام 1871 وتوفي عام 1935.